# Журковский, Шимон
Шимон Журковский (пол. Szymon Żurkowski; родился 25 сентября 1997 года, Тыхы, Польша) — польский футболист, полузащитник итальянского клуба «Специя» и сборной Польши. Выступает на правах аренды за клуб «Эмполи».

## Клубная карьера
Журковский — воспитанник клубов МОСиР (Ястшембе-Здруй) и «Гварека» из Забже. Отыграв два сезона Шимон присоединился к «Гурнику». 13 ноября 2016 года в матче против пулавской «Вислы» он дебютировал в Первой лиге Польши. 13 мая 2017 года в поединке против «Стомили» Шимон забил свой первый гол за «Гурник». По итогам сезона Журковский помог команде выйти в элиту. 15 июля 2017 года в матче против «Легии» он дебютировал в польской Экстраклассе.

## Карьера в сборной
Летом 2019 года Шимон Журковский был приглашён в сборную для участия в Чемпионате Европы среди молодёжных команд, который состоялся в Италии. В первом матче в группе против Бельгии он отличился голом на 26-й минуте, а его команда одержала победу 3:2.